# Hubenice
Hubenice (německy Hubenitz) jsou malá vesnice, část obce Lhota pod Libčany v okrese Hradec Králové. Nachází se asi 1,5 km na jihovýchod od Lhoty pod Libčany. V roce 2009 zde bylo evidováno 31 adres. V roce 2001 zde trvale žilo 87 obyvatel.
Hubenice jsou také název katastrálního území o rozloze 1,22 km2.